# Acrotaphus amajari
Acrotaphus amajari (лат.) — вид мелких перепончатокрылых наездников рода Acrotaphus из подсемейства Pimplinae (=Ephialtinae) семейства Ichneumonidae (Hymenoptera). Южная Америка: Бразилия и Перу.

## Этимология
Видовой эпитет A. amajari дан по месту обнаружения типовой серии —  Amajari, Roraima (Бразилия).

## Описание
Длина переднего крыла 9—12 мм. Этот вид можно отличить от всех других видов Acrotaphus по сочетанию следующих признаков: 1) край щёк плоский за глазами в дорсальном виде; 2) край щёк равен 0,6—0,8× от длины глаза в дорсальном виде; 3) задние оцеллии отделены от глаза на 0,6-0,8× их диаметра в дорсальном виде; 4) метасома оранжевая с задним краем тергита V и тергитов VI+ чёрными; 5) яйцеклад равен 1,0—1,3× длины задней голени. Биология неизвестна, предположительно как и близкие виды, паразитирует на членистоногих.
Голова чёрная, кроме апикального края наличника слегка желтоватого цвета, ротовые органы оранжевые, кроме чёрной вершины мандибул; антенны коричневатые. Мезосома оранжевая, за исключением черноватой передней области переднеспинки. Метасома оранжевая, с чёрным задним краем тергита V и тергитами VI+. Передние и средние лапки полностью оранжевые, задние лапки оранжевые, бедро, кроме основания, голень и лапки черноватые. Крылья желтоватые и птеростигма желтоватые. Яйцеклад коричневатый, кроме оранжевой базальной области и слегка коричневатой вершины, ножны темно-коричневые.
Acrotaphus jackiechani близко похож на вид A. chedelae Gauld, 1991 в основном по окраске, краем щёк, плоским за глазами и краем щёк равным 0,6—0,8× от длины глаза в дорсальном виде. Он отличается от него тем, что яйцеклад менее чем <1,3× от длины задних голеней (яйцеклад более >1,4× длины задних голеней у A. chedelae).